# Dakota Access Pipeline

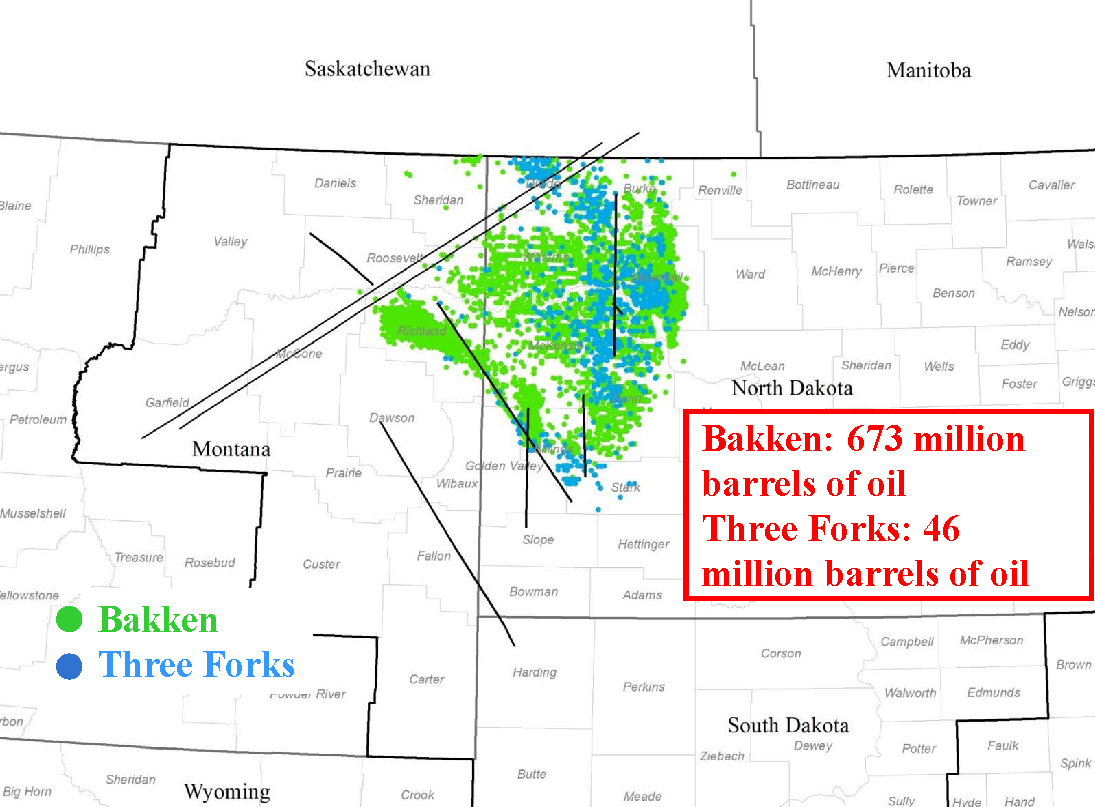
Bakken Wells 2013

Dakota Access Pipeline (DAPL) eller Bakken Pipeline, är en  underjordisk oljeledning från ett oljefält i nordvästra North Dakota, via South Dakota och Iowa till södra Illinois, en sträcka på 1 825 km. Oljeledningen, som ska komplettera North Dakota Pipeline och transportera råolja till en oljedepå i Patoka, nära Chicago togs i drift i mars 2017.
Projektet planerades av Dakota Access, LLC, ett dotterföretag till Dallas, Texas corporation Energy Transfer Partners, L.P. Projektet har mött stark kritik, bland annat av bondeorganisationer och ursprungsinvånare.
Rörledningen är kontroversiell med tanke på miljörisker och utsläppsmål. Nyttoeffekten för samhället är också ifrågasatt. I North Dakota har protester pågått sedan april 2016 och dessa har uppmärksammats internationellt.

## Bakkenformationen
Bakkenformationen är en geologisk formation från sen devon som innehåller mineralolja. Bakken omfattar 520 000 km² och sträcker sig från Kanada och söderut till staterna Montana och North Dakota. Oljefältet upptäcktes 1953 av geologen J. W. Nordquist. och namnet kommer från Henry Bakken, en bonde och markägare i nordvästra North Dakota.

## Rörledningen

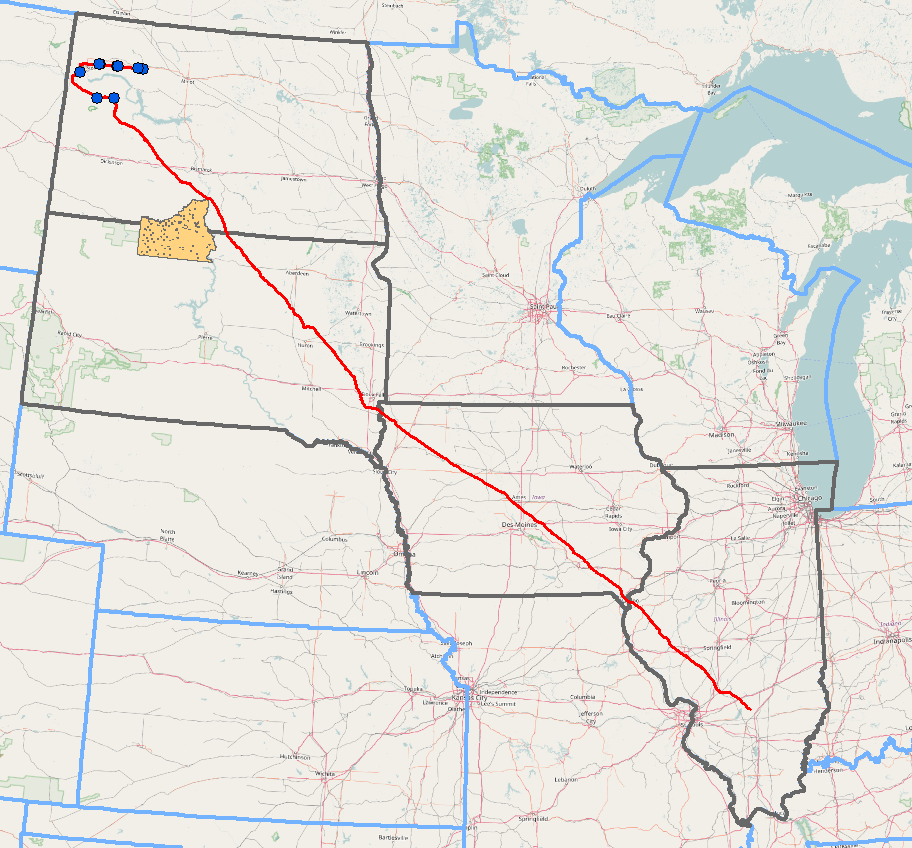
Bakken pipeline, Standing Rock i gult

Rörledningen har en diameter på 760 millimeter och ska ligga minst 1,2 meter under markytan, och minst 0,6 meter under täckdikessystem, om sådant finns. Daglig kapacitet ska vara 470 000 fat olja, (75 000 m3/d). Projektets kostnad är 3,7 miljarder amerikanska dollar.

### Dragning, från Stanley till Pakota
Rörledningen ska gå från oljefältet Bakken i nordvästra North Dakota. Flera matarledningar samlas till en terminal i
staden Stanley. Därefter ska en transportledning gå i sydostlig riktning, korsa Missourifloden två gånger, gå igenom Standing Rock till South Dakota vidare genom Iowa. Slutligen ska ledningen ansluta till en oljedepå i Pakota, en stad i södra Illinois. Från denna depå finns befintliga rörledningar för naturgas eller olja till olika befolkningscentra i Mellanvästern. Depån har även förbindelse med raffinaderier vid Mexikanska golfen.

### Fördelar med ledningen
Enligt Energy Transfer Partners, företaget som bygger ledningen, behövs ledningen för att öka inhemsk produktion av olja. USA är världens största konsument av råolja och tredje största producent av olja. År 2013 importerades 7,7 miljoner fat om dagen för att täcka konsumenternas behov av 15,2 miljoner fat.
Befintlig oljeledning klarar inte av en ökad produktion från Bakken. Råolja transporteras på järnväg från Bakken till konsumentcentra. Dakota Access Pipeline kommer att öka säkerheten i transporterna. Företaget har meddelat att projektet kommer att skapa 8 000–12 000 temporära och 40 permanenta arbeten.

## Produktion och risker

Icke-konventionell Utvinning

Oljefältet i Bakken upptäcktes 1953. Men det var först med modern teknik såsom hydraulisk spräckning och horisontell borrteknik, som det blev lönsamt att utvinna olja. År 2013 godkände Energy Information Administration start av produktion.
Med dagens oljepris är det inte lönsamt att utvinna olja med hjälp av avancerad och dyrbar teknik. I Texas har gästarbetare avskedats och 18 oljebolag gått i konkurs eller är till salu, enligt Kjell Aleklett, professor och oljeanalytiker vid Uppsala universitet.

### Risker
För att klara klimatmålen måste förbrukning av fossila bränslen minska dramatiskt. USA har ratificerat 
Parisavtalet, vilket kräver stora utsläppsminskningar av koldioxidekvivalenter. Därför bör oljeproduktionen från Bakkens oljefält minska.
President Trump har lämnat in en formall ansökan att lämna Parisavtalet från 4 november 2020.

#### Vid oljeproduktion
Vid Bakken produceras olja ur oljeskiffer som innehåller kerogen. För att utvinna skifferolja används horisontell borrning och hydraulisk spräckning. Vid Bakken har man borrat tusentals hål. Energiinsatsen är  mycket större än vid konventionell oljeborrning.

Det finns risk för allvarliga miljöföroreningar som måste beaktas. Efter borrning insprutas en vattenblandning med sand och kemikalier under högt tryck för att spräcka bergarten som innehåller kerogen. Det går åt mycket stora mängder vatten som är blandat med kemikalier.

#### Vid transport
North Dakota Pipeline kan inte transportera all olja som kan produceras i Bakkens oljefält. Hittills transporteras stora mängder olja på järnväg. Tågolyckor med oljespill är inte ovanliga och detta är ett motiv för att bygga Dakota Access Pipeline. 
Men oljespill från oljeledningar förekommer också. Den största oljeledningen Colonial Pipeline började byggas 1962 och går från Mexikanska golfen till New Yorks hamnområde. Oljespill från ledningen har registrerats sedan 1970. Under 1990-talet inträffade sju oljespill och Environmental Protection Agency (EPA) anklagade bolaget för brott mot Clean Water Act. Bolaget fick betala skadestånd på 34 miljoner amerikanska dollar.
De senaste tre åren har det skett fem oljespill från pipelines och järnväg:

•	2016, Colonial Pipeline, Alabama.

•	2015, Tågurspårning i Illinois.

•	2015, Bridger pipeline, Yellowstonefloden.

•	2014, Mid-Valley Pipeline, Louisiana.

•	2014, North Dakota pipeline.
I oktober 2019 skedde ett oljespill på 9000 fat i North Dakota vilket påverkade 2000 kvadratmeter våtmark.

## Missouri och Mississippi

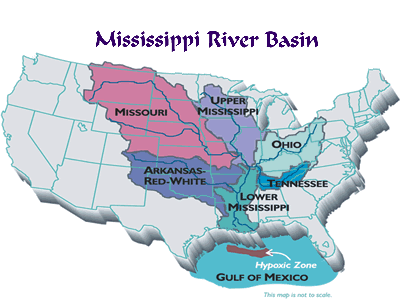
Mississippis avrinningsområde.

Tillsammans är Missouri och Mississippi den tredje längsta floden i världen efter Nilen och Amazonfloden. Missouri är 413 mil och Mississippi 373,4 mil lång. Mississippis vattenavrinningsområde berör 31 stater i USA. 
Dakota Access pipeline kommer att dras två gånger under Missourifloden, vid Bismarck och Canon Ball i North Dakota, vidare under Lake Oahe och floden Mississippi vid gränsen mellan Iowa och Illinois.

## Oro för påverkan på natur och miljö
Miljöorganisationer och ursprungsfolk har uttryckt oro för oljeutsläpp i Missourifloden, vilket skulle förstöra dricksvattentäkter för 100 000-tals invånare och påverka konstbevattningen för jordbruket.
Naturvårdsorganisationer oroar sig för säkerhet och förorening av luft, vatten och jordbruksmark om oljespill uppkommer.
Greenpeace och en grupp vetenskapsmän har kritiserat oljeledningen med betoning på hotade naturresurser och arter.
Sierra Clubs avdelning i Iowa oroar sig för markägarnas kompensation och 
för intrång och skador på mark. De ser inga fördelar för Iowa.
The Science & Environmental Health Network[b] avvisar också oljeledningen.
Bondeorganisationer har uttryckt oro över förvärrad erosion och annan markförsämring, liksom även att läckor i ledningen skulle medföra en miljökatastrof.

### Vatten är liv
Mni wiconi (Mní wičhóni) på lakotaspråket betyder Vatten är liv. Mni wiconi syftar också på floden Missouri varifrån Standing Rock får sitt dricksvatten. Därför kallar de sig för Water Protectors.
| ”                                 | Mother Earth is our mother. She's everything. She's life. She brings life, she takes life. We get everything from her; we get our food, our shelter, our medicines. The water flows through her creeks, the lakes, sacred places. This is why we're here. because of her. It's everything. | „ |
| – Rachelle Figueroa, hösten 2016. | |   |

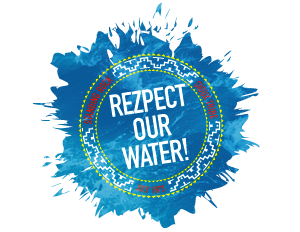
Logo för Standing Rocks ungdomar.

Standing Rocks ungdomar har startat organisationen Rezpect our Water, för att skydda reservatets vatten och heliga platser. Itzcuauhtli Martinez, 16 år reste i somras från Colorado till lägret vid Cannon Ball för att delta i marschen till Washington DC som pågick under juli.

#### Vattendeklarationen (utdrag)
Vattendeklarationen, framtagen av Chiefs of Ontario i Kanada.

•	Vi, First Nations kom till detta land för att leva i harmoni med varandra och naturen. Skaparen har gett oss vår andliga tro, språk, lagar och kultur som lär oss att respektera naturen och Moder Jord. Vattnet är Jordens blod och vi erkänner vattnet som en helig gåva som förenar allt liv.

•	First Nation suveränitet erkänns av FN:s deklaration om ursprungsfolkens rättigheter. Vi har en nedärvd rätt till vatten för grundläggande mänskliga behov, sanitet, och sociala, ekonomiska, kulturella och ceremoniella behov.

•	Vatten i Kanada (och USA) har i ökande grad missbrukats och förorenats av industriell utveckling, jordbruk, urbanisering och klimatförändring. Vi måste fortsätta att försvara och skydda vattnet inom våra territorier, såsom vi har lärt av våra förfäder och säkra att framtida generationer får tillgång till rent vatten.

### Ursprungsfolkens motstånd
Under sommaren 2016 påbörjade USA:s ursprungsinvånarna en massiv, men fredlig, proteströrelse i Nord Dakota mot oljeledningen.
Meskawaki-stammens motstånd mot oljeledningen genom Iowa har flera orsaker. När deras ordförande Judith Bender mötte Iowas styrelse uttryckte hon oro över att denna oljeledning skulle bli en ersättning för Keystone XL pipeline.

## Protester
För sioux-stammar är oljeledningen ett stort hot mot reservatets miljö och ekonomiska välfärd och riskerar att förstöra historiska, kulturella och heliga platser. I april 2016 började protester vid byggplatser i North Dakota. Många ursprungsfolk över hela USA har engagerat sig och kallar sig för försvarare av vatten och mark. Sioux' äldreråd har byggt ett läger nära Missourifloden vid Sacred Stone-lägret

### Sioux kamp mot DAPL
För första gången sedan slaget vid Little Big Horn, 1864, har sju sioux-stammar samlats för att försvara sin mark och kultur. De har stöd från alla USA:s indianstammar och 300 urfolksnationer från hela världen.
| ”                                                                                | Oljeledningen hotar våra samhällen, floden och jorden. Vår siouxnation arbetar för att skydda våra vatten och heliga platser till förmån för våra barn som ännu inte är födda. Tusentals människor är i Standing Rock för att fredligt protestera mot oljeledningen i Norra Dakota | „ |
| – Dave Archambault II, ordförande för Standing Rock Sioux Tribe 18 oktober 2016. | |   |

Siouxnationens syfte var att få sitt reservat fredat och stoppa bygget tills vidare för att tillsammans med företaget finna den bästa ledningsdragningen.

### Polismyndigheternas svar
Sheriffen i Morton County, North Dakota arresterade 140 demonstranter i september, bland dessa var följande:
- Dave Archambault, Standing Rock.
- Jill Stein, Amerikanska Miljöpartiets presidentkandidat.
- Jon Don Ilone Reed, Army veteran, South Dakota's Cheyenne River Sioux Tribe.
- Shailene Woodley, skådespelare.
- Amy Goodman, grävande journalist.[27]
- Deia Schlosberg, filmregissör.[28]

Den 21 november använde polismyndigheten i North Dakota tårgas och vattenkanoner för att driva bort miljöaktivister från Backwater Bridge, strax norr om Cannon Ball. Det var minusgrader och 167 människor skadades och sju fördes till sjukhus.

## Kommunikation med Vita huset

### Öppet brev till President Obama
Den 25 augusti skrev 30 organisationer inom miljö, naturvård, hälsa och familjejordbruk till president Obama. 
| ”                                                                          | We write to you because we are deeply concerned by the Army Corps of Engineers’ approval of Dakota Access LLC’s construction of the Dakota Access Pipeline, the impacts of which have been highlighted by the growing public opposition to this project. | „ |
| – Tom Goldtooth, VD för Indigenous Environmental Network, 25 augusti 2016. | |   |

Ordföranden från organisationerna skrev under brevet, bland annat Indigenous Environmental Network, Greenpeace, Sierra Club, Jordens vänner, 350.org, Center for Biological Diversity, Family Farm Defenders

### Beslut av President Trump

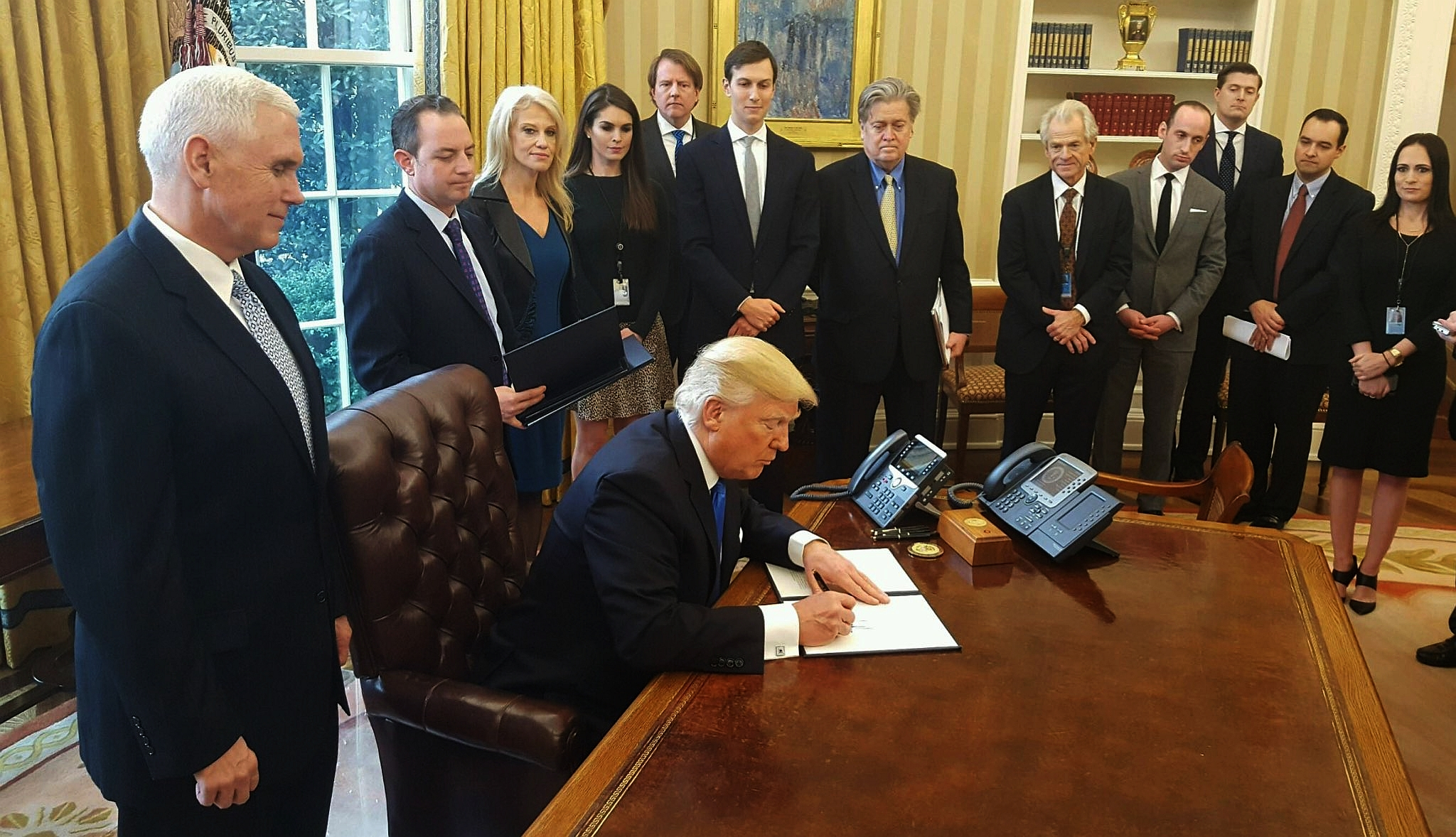
Donald Trump

Den 24 januari 2017 utfärdade president Donald Trump en Presidentorder att arbetet med Dakota Access pipeline kan fortsätta som planerat utan att ändra på dragningen över Standing Rocks reservat. Beslutet innefattar även den omstridda ledningen Keystone XL från Kanada till Mexikanska golfen.

### Svar från Standing Rock Sioux tribe
Den 26 januari uppmanade ordföranden i Standing Rock Sioux tribe, Dave Archambault presidenten att avvakta tills den miljökonsekvensbeskrivning, som arméns ingenjörskår ska ta fram efter beslut av President Obama den 4 december. 

## Händelser hösten 2016

### USA ratificerar klimatavtalet
USA:s president, Barack Obama och hans kinesiske kollega Xi Jinping överlämnade den 27 augusti till FN-chefen Ban Ki-Moon ett dokument som slår fast att de formellt godkänner Parisavtalet.

### Brev till UNESCO
Den 20 september skrev Standing Rocks VD, Archambault till FN:s råd för mänskliga rättigheter med en önskan om att byggandet av Dakota Access pipeline skulle stoppas. Han hänvisade till USA:s avtal med sioux från 1851 och 1868, där senaten i USA godkänner sioux’ suveränitet.
Den 22 september tillrättavisades USA med följande texter:
 
•	”Stammen har nekats tillgång till information och har inte beviljats yttra sig under planeringsprocessen. Miljöprövningar har ej tagit hänsyn till Standing Rock-reservatet.”

•	”Amerikanska myndigheter bör skydda och underlätta rätten till fredliga sammankomster av ursprungsbefolkningar.”
USA:s justitiedepartement ber företaget Energy Transfer Partners att tillfälligt stoppa projektet och beordrar US Army Corps of Engineers (Arméns ingenjörskår) att göra en fördjupad miljöprövning för oljeledningens passage under Missourifloden och sjön Ohae.
Företaget avvisar förslaget att göra ett uppehåll i byggandet. Arméns ingenjörskår kommer inte igång med miljöprövningen.

### Solidaritetsaktioner

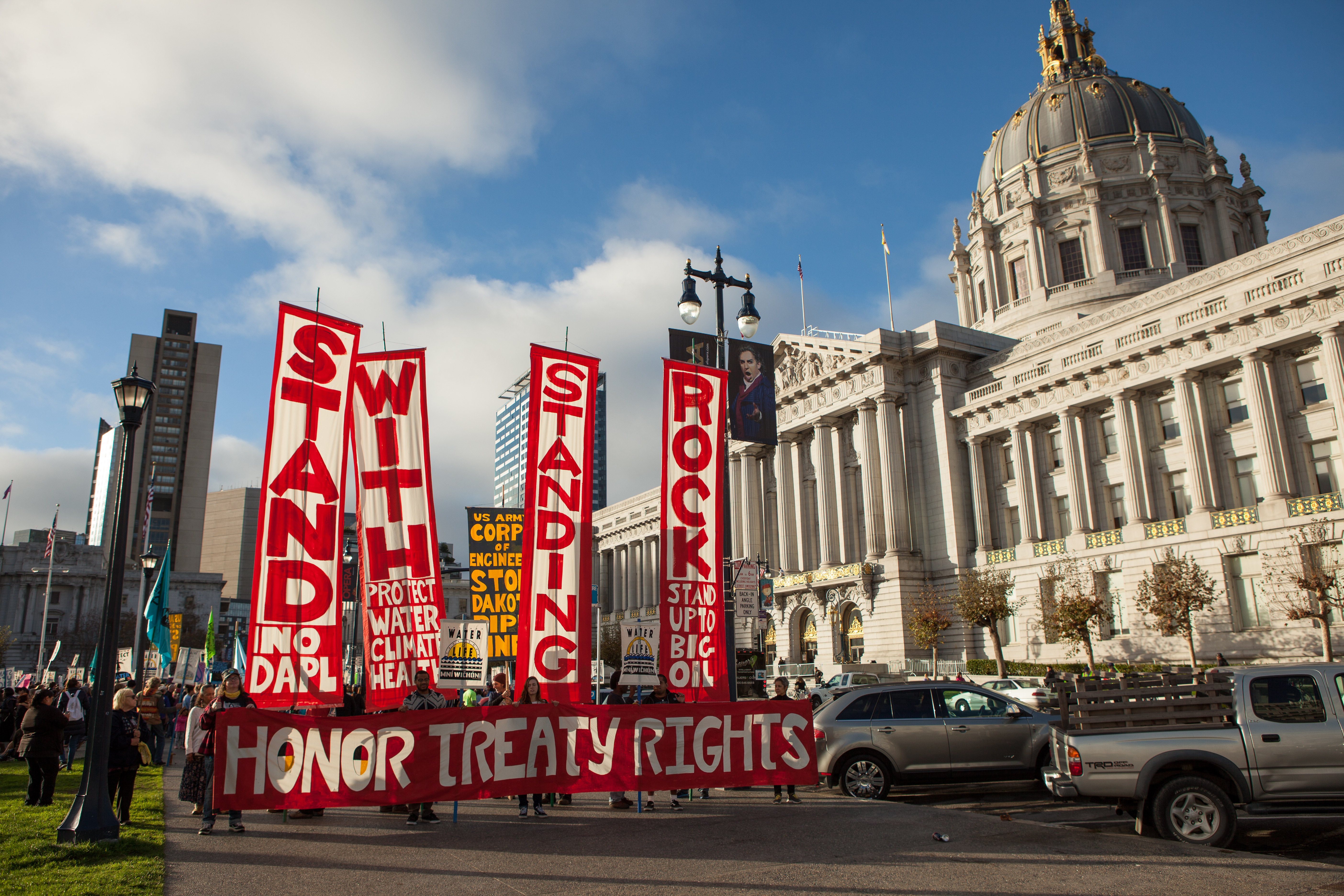
Stand with Standing Rock, solidaritetsmarsch i San Francisco 10 Nov 2016

Den största folksamlingen av ursprungsbefolkning i USA på över 100 år pågår just nu[när?]. Över 3000 personer har samlats i Cannon Ball, North Dakota och de får stöd av 30 miljöorganisationer i sina protester mot byggandet av Dakota Access Pipeline. Förutom miljörörelsen och ursprungsbefolkningen har oljeledningen även engagerat många kända personer i protester.
Under november bildades en ickevåldsorganisation Veterans Stand for Standing Rock. med syfte att försvara demonstranter mot den militariserade polisen. 2000 veteraner var beredda att resa till Standing Rock för att utgöra mänskliga sköldar för demonstranterna.

## Alternativ ledningsdragning

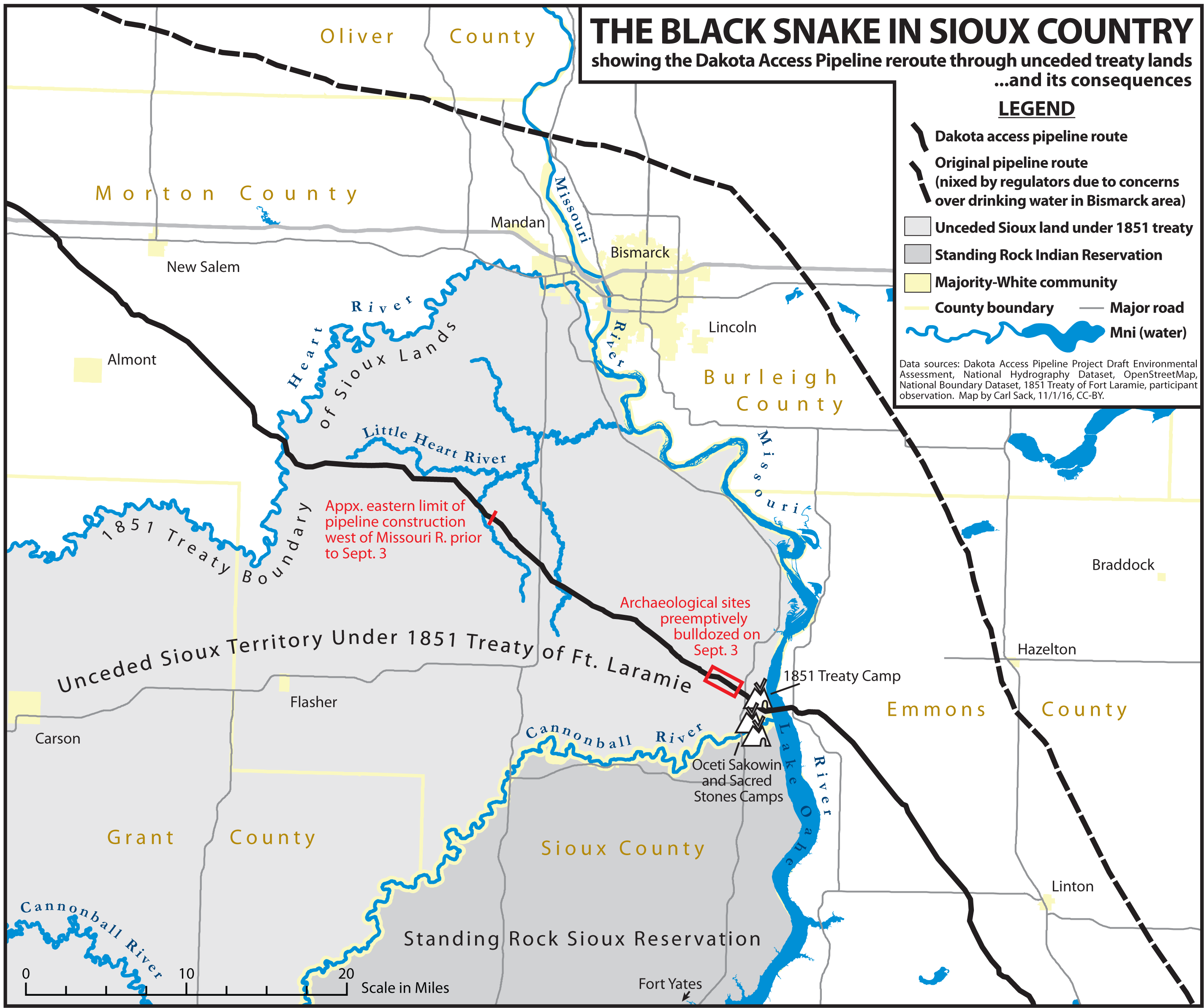
Black Snake in Sioux Country

Den 4 december 2016 meddelar Assistant Secretary Jo-Ellen Darcy att armén inte kommer ge tillstånd för att borra för DAPL under Lake Oahe nära Standing Rock-reservatet.
Standing Rock skickade ut en kommuniké där de tackade presidenten och hans administration för att ha handlat. De tackade också alla tusentals människor som deltagit i protesterna.
Energy Transport Partner, ETP har meddelat att de ”kommer att fullfölja Dakota Access pipeline och inte ändra dragningen av oljeledningen”.
ETP hävdar att den planerade ledningsdragningen inte går över Standing Rocks territorium. Den nya oljeledningen kommer att gå parallellt med den befintliga North Dakota pipeline som under sjön Oahe.

## Händelser 2017
Den 23 februari avslog en federal domstol urfolkens begäran att stoppa oljeledningen i avvaktan på en miljökonsekvensbeskrivning. Tungt beväpnad polis tömde samma dag lägret i Standing Rock och 40 aktivister arresterades. Tom Goldtooth, ledare för Indigenous environmental network meddelar att ”Kampen mot oljeledningen går nu in i en ny fas”.

## Reaktioner i Sverige
Svenska organisationer som uttalat stöd för Standing Rock:

- Svenska kyrkan.[43]
- Sápmi[44] och samiska artister.[45]
- Svenska Greenpeace. [46]
- Jordens vänner.[47]

Storbanker i Norden har stora investeringar i företaget som bygger Dakota Access pipeline. Norges största bank, Den norske Bank, säljer sina tillgångar i Dakota Access pipeline efter massiva protester. Greenpeace och
samer demonstrerde i Stockholm och krävde att Nordea drar sig ur Dakota Access pipeline. Nordeas hållbarhetschef Sasja Beslik besökte Standing Rocks sioux-stammar och mötte med Energy Transfer Partners i början av december. Nordea kommer att ställa ett absolut krav att oljeledningen inte får gå över Standing Rock-reservat.
I november gästade indigenous grandmother Mona Polacca Stockholm och höll en workshop om naturens rättigheter och hotet mot vårt vatten. Polack som tillhör hopifolket informerade om läget i Standing Rock och varför det är så viktigt för indianer att skydda vatten. Hon arbetar med att skapa ”Water declarations” och planerar ett ”The Indigenous World Forum on Water”.

## Fortsatta protester
Urbefolkningen i Standing Rock överklagade tillståndet och United States Army Corps of Engineers dömdes att åter undersöka oljeledningens effekt på miljön, vilket de gjorde. Då undersökningen inte tog hänsyn till urbefolkningens synpunkter stämdes företagen bakom rörledningen igen. I mars 2020 kritiserade den federala domaren James Boasberg miljöundersökningen och hotade att stoppa oljetransporten genom rörledningen tills en ny, större  undersökning var klar. Domen överklagades men överklagandet avslogs av högsta domstolen i februari 2022.